# 维克托·斯梅兹
维克托·斯梅兹（瑞典語：Viktor Smeds，1885年9月18日—1957年2月22日），芬兰男子体操运动员。他曾获得1908年夏季奥运会体操比赛男子团体全能铜牌。他也是一名拳击选手，曾在1932年和1936年奥运会担任芬兰拳击队的领队。